# Ištvan Korpa
Ištvan Korpa, slovenski namizni tenisač, * 24. december 1945, Senta, Jugoslavija.
Korpa je na svetovnih prvenstvih v letih 1969 v Münchnu in 1971 v Nagoji osvojil bronasto medaljo na ekipni tekmi, na evropskih prvenstvih je osvojil eno zlato, štiri srebrne in dve bronasti medalji. Leta 1968 je prejel Bloudkovo plaketo, leta 2013 je bil sprejet v Hram slovenskih športnih junakov.